# بيل جينينغز
بيل جينينغز هو لاعب هوكي الجليد كندي، ولد في 28 يونيو 1917 في تورونتو في كندا، وتوفي في 29 نوفمبر 1999.

## وصلات خارجية
- بيل جينينغز على موقع دوري الهوكي الوطني (الإنجليزية)
- بيل جينينغز على موقع قاعة مشاهير الهوكي (لاعب أن.إتش.أل) (الإنجليزية)
- بيل جينينغز على موقع EliteProspects.com (الإنجليزية)
- بيل جينينغز على موقع HockeyDB.com (الإنجليزية)
- بيل جينينغز على موقع Hockey-Reference.com (الإنجليزية)